# Lapouyade
Lapouyade est une commune du Sud-Ouest de la France, située dans le département de la Gironde, en région Nouvelle-Aquitaine.

## Géographie

### Localisation
Commune située dans au nord-est du département de la Gironde et limitrophe avec la Charente-Maritime, Lapouyade se trouvait sur le canton de Guîtres et, depuis 2015, dans celui du Nord-Libournais.

### Communes limitrophes
Les communes limitrophes sont Bedenac, Cercoux, Clérac, Tizac-de-Lapouyade, Laruscade et Maransin.
| Bédenac (Charente-Maritime) | Clérac (Charente-Maritime) | Cercoux (Charente-Maritime) |
| Laruscade                   | Lapouyade                  | Maransin                    |
| Saint-Ciers-d'Abzac         | Tizac-de-Lapouyade         |                             |

### Climat
Le climat qui caractérise la commune est qualifié, en 2010, de « climat océanique altéré », selon la typologie des climats de la France qui compte alors huit grands types de climats en métropole. En 2020, la commune ressort du même type de climat dans la classification établie par Météo-France, qui ne compte désormais, en première approche, que cinq grands types de climats en métropole. Il s’agit d’une zone de transition entre le climat océanique, le climat de montagne et le climat semi-continental. Les écarts de température entre hiver et été augmentent avec l'éloignement de la mer. La pluviométrie est plus faible qu'en bord de mer, sauf aux abords des reliefs.
Les paramètres climatiques qui ont permis d’établir la typologie de 2010 comportent six variables pour les températures et huit pour les précipitations, dont les valeurs correspondent à la normale 1971-2000. Les sept principales variables caractérisant la commune sont présentées dans l'encadré ci-après.
| Paramètres climatiques communaux sur la période 1971-2000 - Moyenne annuelle de température : 13 °C - Nombre de jours avec une température inférieure à −5 °C : 1,9 j - Nombre de jours avec une température supérieure à 30 °C : 6,6 j - Amplitude thermique annuelle : 14,4 °C - Cumuls annuels de précipitation : 906 mm - Nombre de jours de précipitation en janvier : 12 j - Nombre de jours de précipitation en juillet : 7,2 j |

Avec le changement climatique, ces variables ont évolué. Une étude réalisée en 2014 par la Direction générale de l'Énergie et du Climat complétée par des études régionales prévoit en effet que la  température moyenne devrait croître et la pluviométrie moyenne baisser, avec toutefois de fortes variations régionales. La station météorologique de Météo-France installée sur la commune et mise en service en 1996 permet de connaître l'évolution des indicateurs météorologiques. Le tableau détaillé pour la période 1981-2010 est présenté ci-après.
| Mois                                  | jan.             | fév.           | mars           | avril           | mai           | juin           | jui.         | août          | sep.          | oct.            | nov.             | déc.          | année     |
| ------------------------------------- | ---------------- | -------------- | -------------- | --------------- | ------------- | -------------- | ------------ | ------------- | ------------- | --------------- | ---------------- | ------------- | --------- |
| Température minimale moyenne (°C)     | 1,8              | 1,8            | 3,6            | 5,8             | 9,4           | 11,9           | 12,8         | 13,1          | 10,4          | 8,5             | 4,2              | 1,6           | 7,1       |
| Température moyenne (°C)              | 5,7              | 6,7            | 9,5            | 11,9            | 15,9          | 18,9           | 19,9         | 20,4          | 17,4          | 14,1            | 8,6              | 5,7           | 12,9      |
| Température maximale moyenne (°C)     | 9,7              | 11,7           | 15,5           | 18              | 22,4          | 25,9           | 27           | 27,8          | 24,4          | 19,7            | 13               | 9,7           | 18,8      |
| Record de froid (°C) date du record   | −12,3 02.01.1997 | −13,8 09.02.12 | −11,6 01.03.05 | −4,3 22.04.1997 | −2,1 06.05.02 | 2,3 22.06.1999 | 3,5 16.07.01 | 3 11.08.01    | −2 18.09.01   | −9,6 30.10.1997 | −11,2 22.11.1998 | −14 16.12.01  | −14 2001  |
| Record de chaleur (°C) date du record | 19,1 28.01.02    | 22 15.02.1998  | 26,5 20.03.05  | 31,4 30.04.05   | 34,3 30.05.01 | 39,5 26.06.11  | 38 21.07.06  | 40,8 04.08.03 | 36,1 03.09.05 | 31,9 02.10.11   | 22,1 12.11.11    | 18,7 08.12.10 | 40,8 2003 |
| Précipitations (mm)                   | 66,3             | 52,9           | 55,3           | 63,8            | 62,3          | 49,3           | 46,9         | 65,2          | 50,4          | 69              | 103,9            | 77            | 762,3     |

## Urbanisme

### Typologie
Au 1er janvier 2024, Lapouyade est catégorisée commune rurale à habitat dispersé, selon la nouvelle grille communale de densité à sept niveaux définie par l'Insee en 2022.
Elle est située hors unité urbaine. Par ailleurs la commune fait partie de l'aire d'attraction de Bordeaux, dont elle est une commune de la couronne,. Cette aire, qui regroupe 275 communes, est catégorisée dans les aires de 700 000 habitants ou plus (hors Paris),.

### Occupation des sols

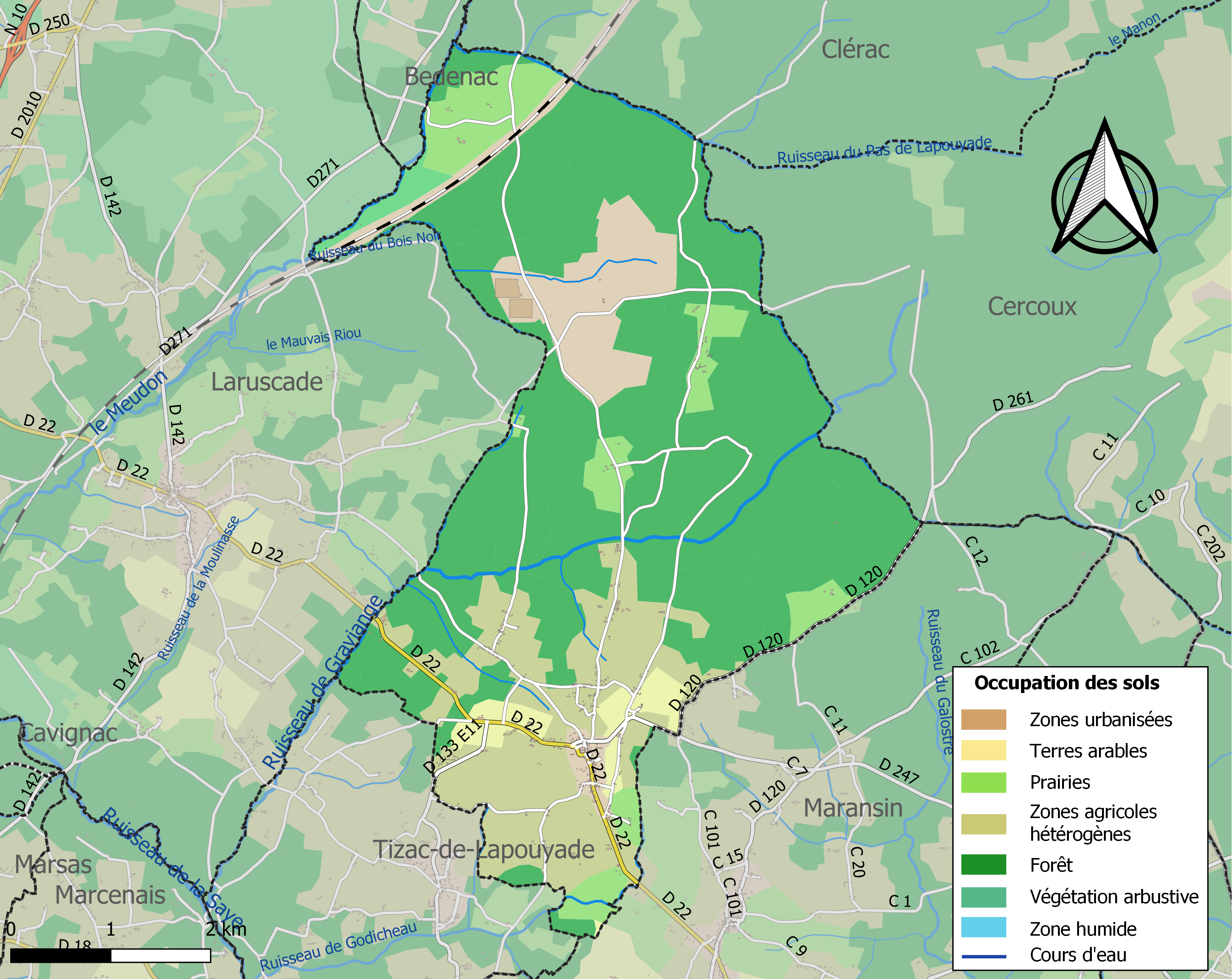
Carte des infrastructures et de l'occupation des sols de la commune en 2018 (CLC).

L'occupation des sols de la commune, telle qu'elle ressort de la base de données européenne d’occupation biophysique des sols Corine Land Cover (CLC), est marquée par l'importance des forêts et milieux semi-naturels (62,1 % en 2018), en diminution par rapport à 1990 (70,8 %). La répartition détaillée en 2018 est la suivante : 
forêts (61,1 %), zones agricoles hétérogènes (17,5 %), prairies (8,1 %), mines, décharges et chantiers (7,1 %), cultures permanentes (2,8 %), zones industrielles ou commerciales et réseaux de communication (1,4 %), zones urbanisées (1 %), milieux à végétation arbustive et/ou herbacée (1 %). L'évolution de l’occupation des sols de la commune et de ses infrastructures peut être observée sur les différentes représentations cartographiques du territoire : la carte de Cassini (XVIIIe siècle), la carte d'état-major (1820-1866) et les cartes ou photos aériennes de l'IGN pour la période actuelle (1950 à aujourd'hui).

### Risques majeurs
Le territoire de la commune de Lapouyade est vulnérable à différents aléas naturels : météorologiques (tempête, orage, neige, grand froid, canicule ou sécheresse), inondations, feux de forêts, mouvements de terrains et séisme (sismicité faible). Un site publié par le BRGM permet d'évaluer simplement et rapidement les risques d'un bien localisé soit par son adresse soit par le numéro de sa parcelle.
La commune a été reconnue en état de catastrophe naturelle au titre des dommages causés par les inondations et coulées de boue survenues en 1982, 1999 et 2009,.
Lapouyade est exposée au risque de feu de forêt. Un incendie important s'est notamment produit en 2020. Depuis le 20 avril 2016, les départements de la Gironde, des Landes et de Lot-et-Garonne disposent d’un règlement interdépartemental de protection de la forêt contre les incendies. Ce règlement vise à mieux prévenir les incendies de forêt, à faciliter les interventions des services et à limiter les conséquences, que ce soit par le débroussaillement, la limitation de l’apport du feu ou la réglementation des activités en forêt. Il définit en particulier cinq niveaux de vigilance croissants auxquels sont associés différentes mesures,.
Les mouvements de terrains susceptibles de se produire sur la commune sont des tassements différentiels.

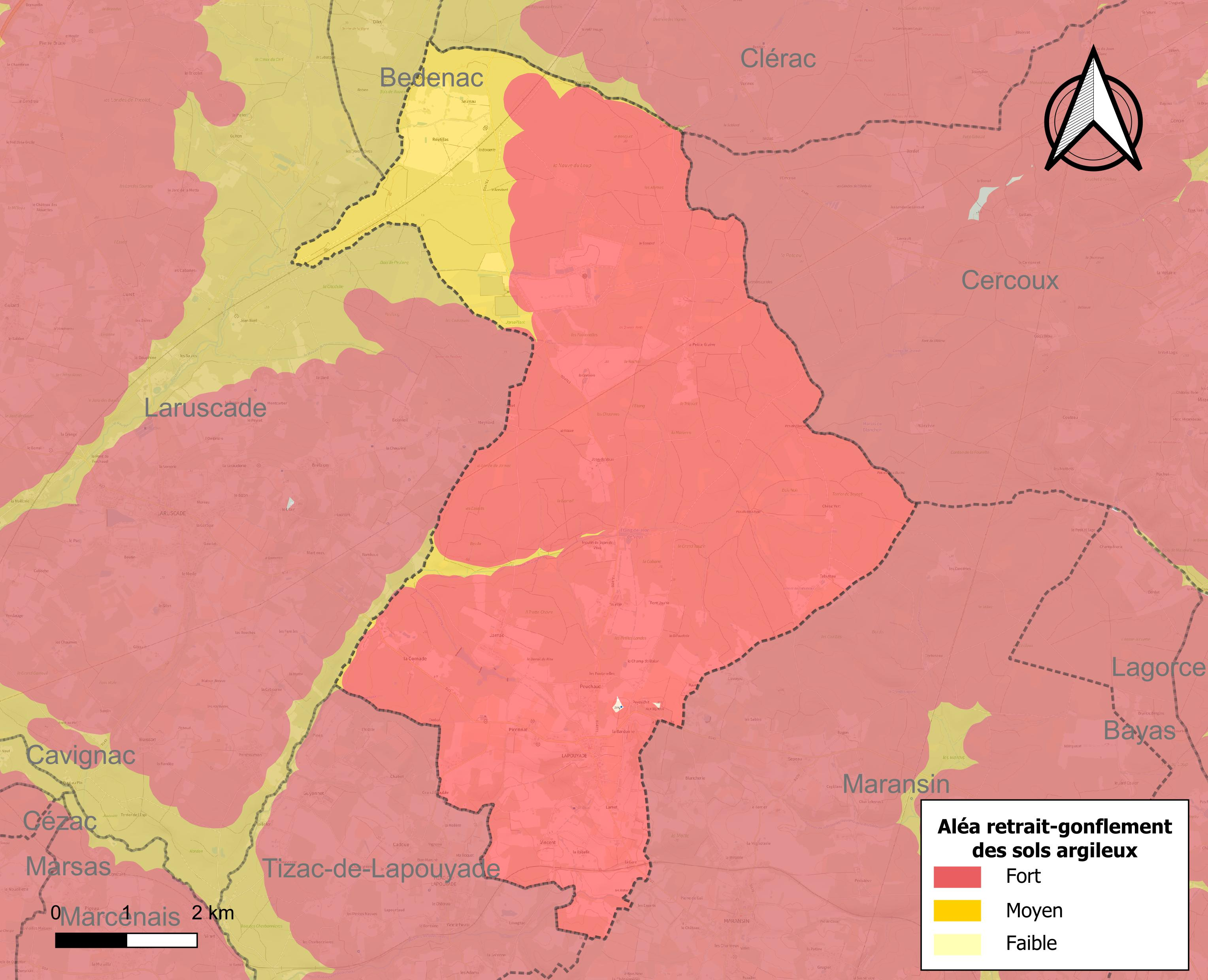
Carte des zones d'aléa retrait-gonflement des sols argileux de Lapouyade.

Le retrait-gonflement des sols argileux est susceptible d'engendrer des dommages importants aux bâtiments en cas d’alternance de périodes de sécheresse et de pluie. La totalité de la commune est en aléa moyen ou fort (67,4 % au niveau départemental et 48,5 % au niveau national). Sur les 244 bâtiments dénombrés sur la commune en 2019, 244 sont en aléa moyen ou fort, soit 100 %, à comparer aux 84 % au niveau départemental et 54 % au niveau national. Une cartographie de l'exposition du territoire national au retrait gonflement des sols argileux est disponible sur le site du BRGM,.
Par ailleurs, afin de mieux appréhender le risque d’affaissement de terrain, l'inventaire national des cavités souterraines permet de localiser celles situées sur la commune.
Concernant les mouvements de terrains, la commune a été reconnue en état de catastrophe naturelle au titre des dommages causés par la sécheresse en 1996, 2003, 2005, 2011 et 2017 et par des mouvements de terrain en 1999.

## Toponymie
Le nom de la commune dérive du mot latin podium, sommet, avec suffixe augmentatif -ata, donnant en occitan pujada qui signifie « montée ».
Dialectalement, la commune est dans le domaine du saintongeais (langue d'oïl); le domaine du gascon (langue d'oc) ne commence qu'au sud de Gauriaguet,.

## Histoire
Lapouyade est une commune rurale qui a beaucoup souffert de la guerre de Cent Ans.
Pour se relever, Lapouyade a accueilli de nouveaux habitants du Poitou, du Béarn, du Pays basque ou du nord de l'Espagne, qui ont développé des activités variées[réf. nécessaire].
À la Révolution, la paroisse Sainte-Marie-Madeleine de Lapouyade forme la commune de Lapouyade.

## Politique et administration
| Période                                  | Période  | Identité       | Étiquette | Qualité                              |
| ---------------------------------------- | -------- | -------------- | --------- | ------------------------------------ |
| mars 1965                                | 1977     | Gérard Denoël  |           |                                      |
|                                          |          | …              |           |                                      |
| mars 2001                                | En cours | Hélène Estrade | UMP-LR    | Pharmacienne - Conseillère régionale |
| Les données manquantes sont à compléter. |          |                |           |                                      |

## Démographie
Les habitants sont appelés les Lapouyadais.
L'évolution du nombre d'habitants est connue à travers les recensements de la population effectués dans la commune depuis 1793. Pour les communes de moins de 10 000 habitants, une enquête de recensement portant sur toute la population est réalisée tous les cinq ans, les populations de référence des années intermédiaires étant quant à elles estimées par interpolation ou extrapolation. Pour la commune, le premier recensement exhaustif entrant dans le cadre du nouveau dispositif a été réalisé en 2006.

En 2022, la commune comptait 545 habitants, en évolution de +8,13 % par rapport à 2016 (Gironde : +6,91 %, France hors Mayotte : +2,11 %).
| 1793 | 1800 | 1806 | 1821 | 1831 | 1836 | 1841 | 1846 | 1851 |
| ---- | ---- | ---- | ---- | ---- | ---- | ---- | ---- | ---- |
| 750  | 746  | 662  | 691  | 803  | 807  | 744  | 821  | 720  |

| 1856 | 1861 | 1866 | 1872 | 1876 | 1881 | 1886 | 1891 | 1896 |
| ---- | ---- | ---- | ---- | ---- | ---- | ---- | ---- | ---- |
| 788  | 771  | 760  | 735  | 714  | 717  | 724  | 712  | 722  |

| 1901 | 1906 | 1911 | 1921 | 1926 | 1931 | 1936 | 1946 | 1954 |
| ---- | ---- | ---- | ---- | ---- | ---- | ---- | ---- | ---- |
| 646  | 701  | 631  | 580  | 562  | 590  | 502  | 501  | 578  |

| 1962 | 1968 | 1975 | 1982 | 1990 | 1999 | 2006 | 2011 | 2016 |
| ---- | ---- | ---- | ---- | ---- | ---- | ---- | ---- | ---- |
| 536  | 525  | 484  | 452  | 476  | 429  | 430  | 478  | 504  |

| 2021 | 2022 | - | - | - | - | - | - | - |
| ---- | ---- | - | - | - | - | - | - | - |
| 531  | 545  | - | - | - | - | - | - | - |

## Économie

### Industrie
La tuilerie Fillon, située au lieu-dit la Cornade, existe depuis 1830. Elle produisait 80 000 tuiles et carreaux par mois en 1965, après l'arrivée du gaz de Lacq. Elle participe au label Terre de Gironde. Elle emploie quatre personnes depuis 1986.
Entre 1930 et 1976, la scierie Charpentier au lieu-dit Piconnat employait jusqu'à 80 personnes.

## Équipements, services et vie locale
La place de la Mairie a été entièrement refaite en 2012-2013 par la municipalité et des architectes-paysagistes. Elle accueille un cadran solaire analemmatique, des jets d'eau, et une croix de carrefour.
L'espace Gérard-Denoël, du nom de l'ancien maire et propriétaire, accueille une médiathèque, une agence postale et un foyer de rencontre.

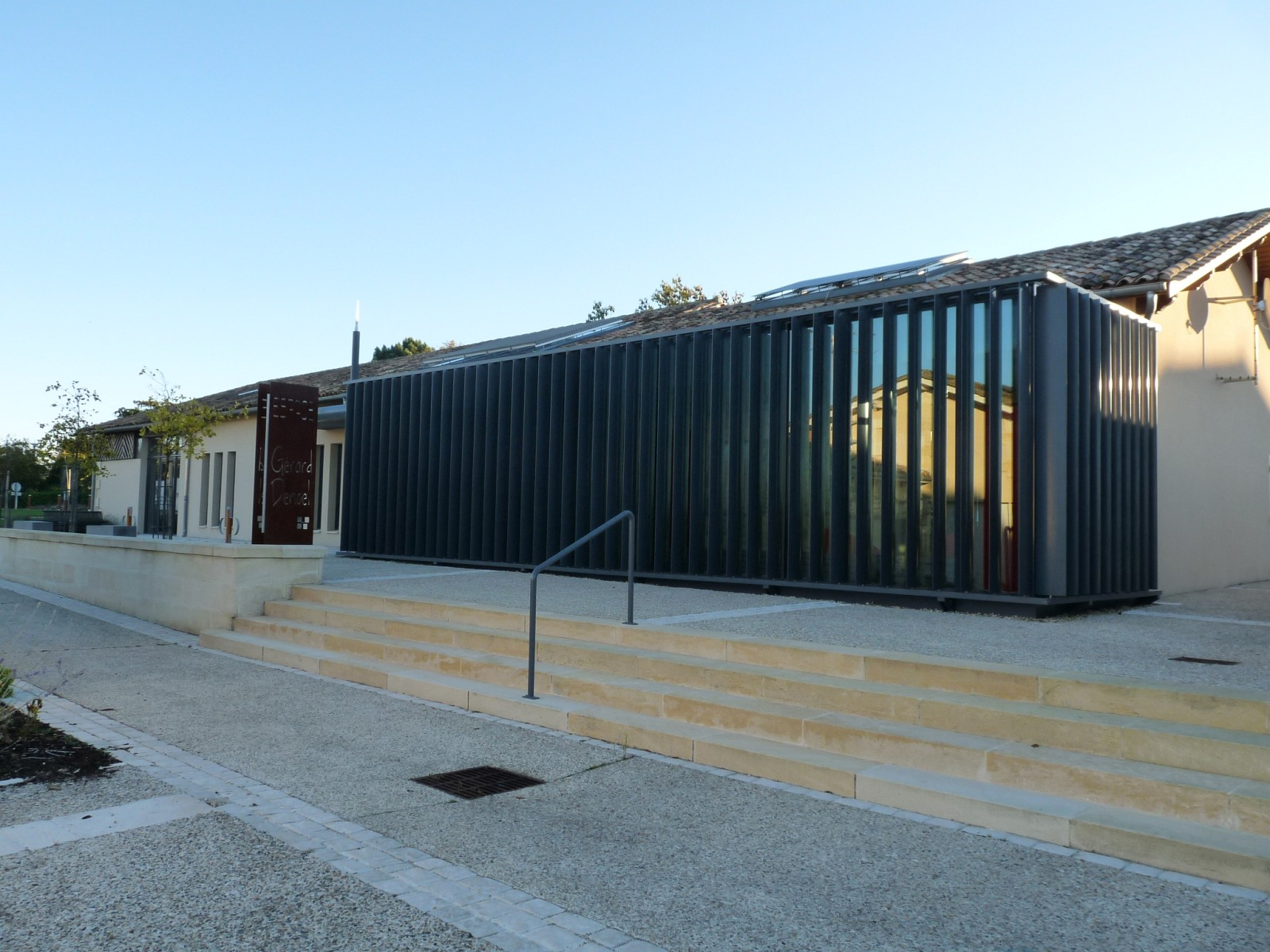
La salle des fêtes et des associations
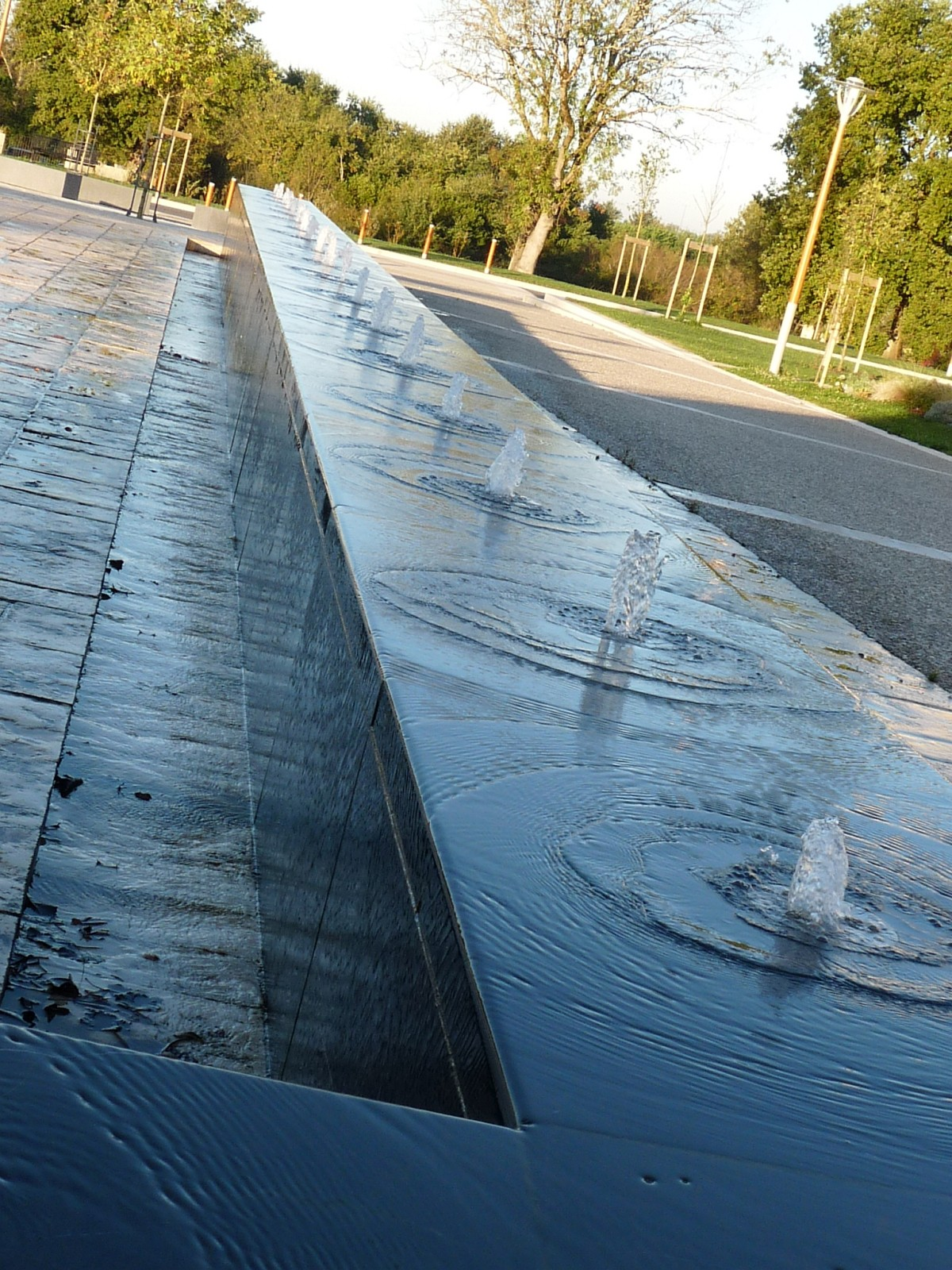
Les jets d'eau
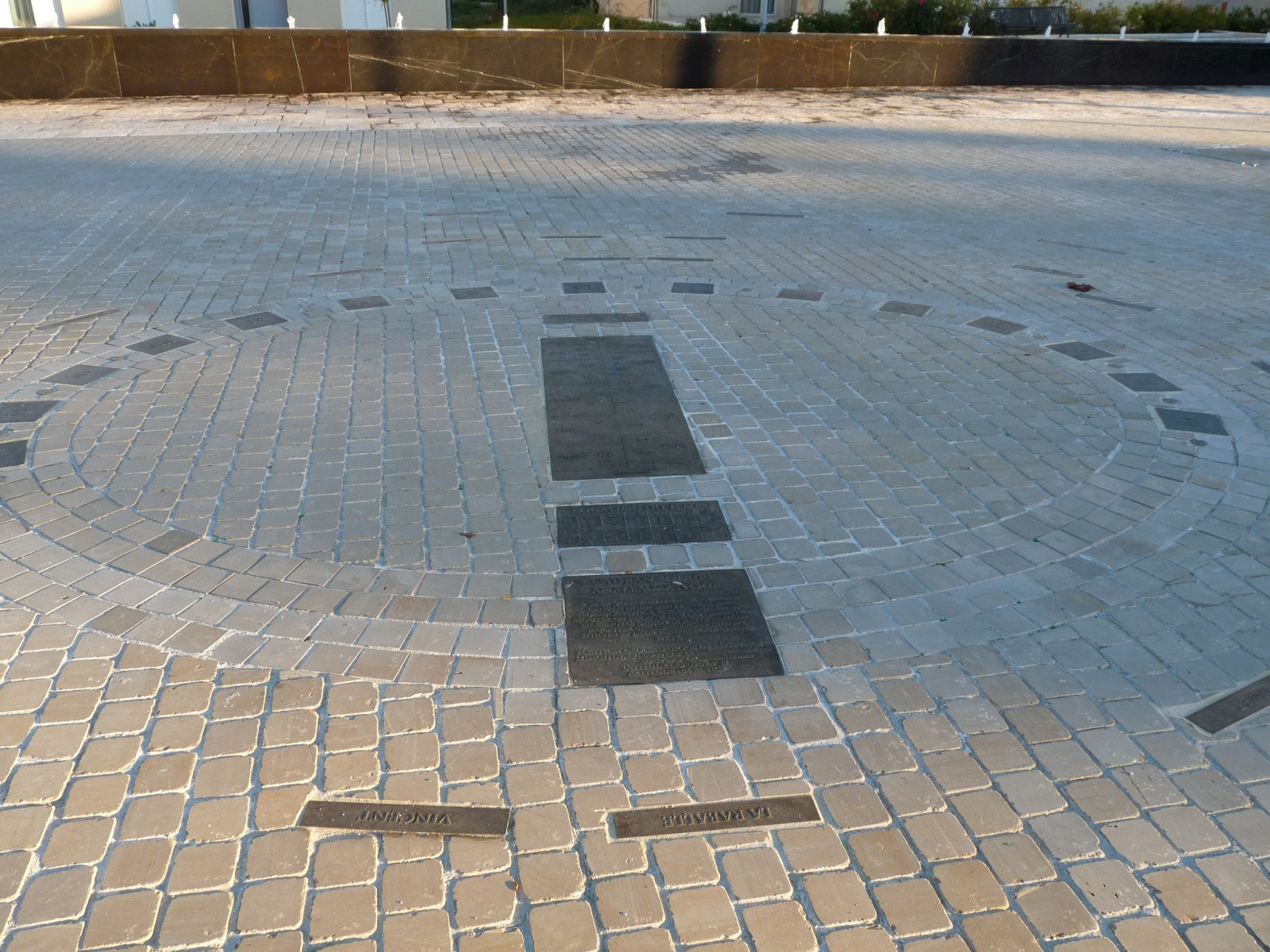
Le cadran solaire

### Enseignement
L'école de Lapouyade appartient au regroupement pédagogique intercommunal (RPI) concernant également les communes de Maransin et Tizac-de-Lapouyade.

## Culture locale et patrimoine

### Lieux et monuments

#### Patrimoine religieux
L'église paroissiale Sainte-Madeleine est de style néo-gothique. Elle était initialement de style roman mais, dévastée durant la guerre de Cent Ans, elle a été entièrement remise en état au XVe siècle ;  elle a été rénovée en 2009,. Elle abrite une cloche en bronze datant de 1543 classée monument historique au titre objet depuis 1942.
La croix de carrefour de la place de la Mairie date du XIXe siècle.

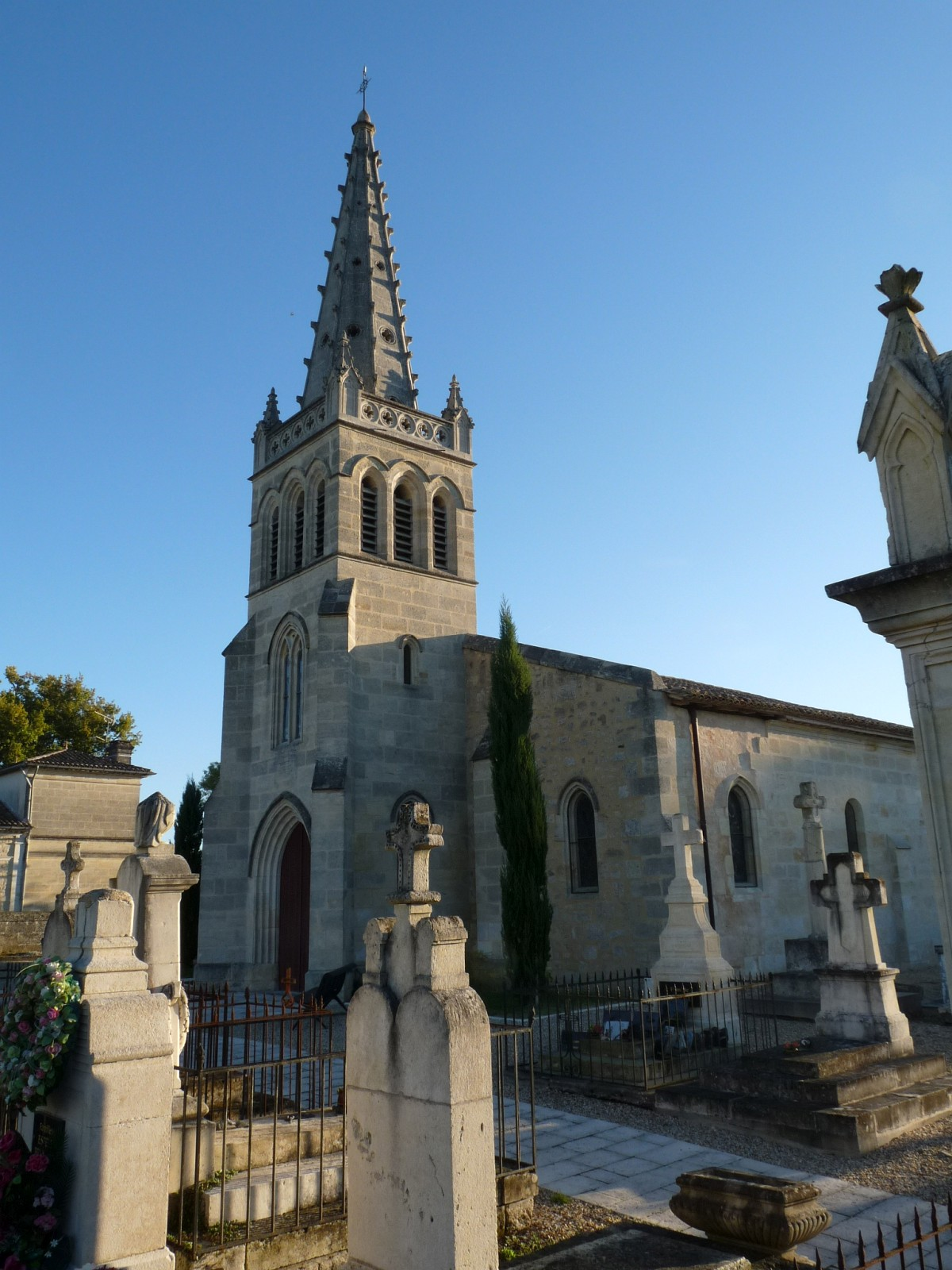
L'église Sainte-Madeleine
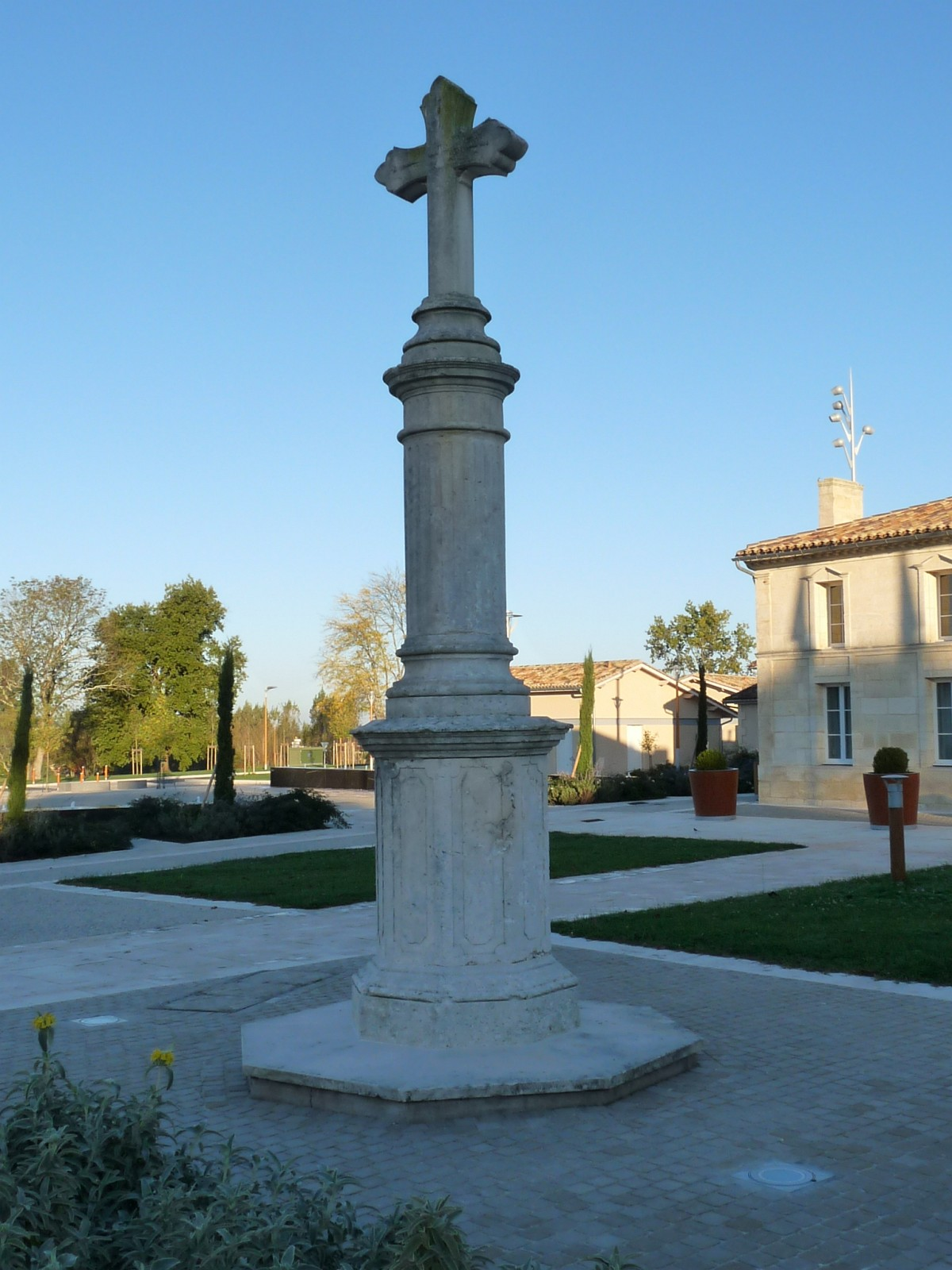
La croix de carrefour
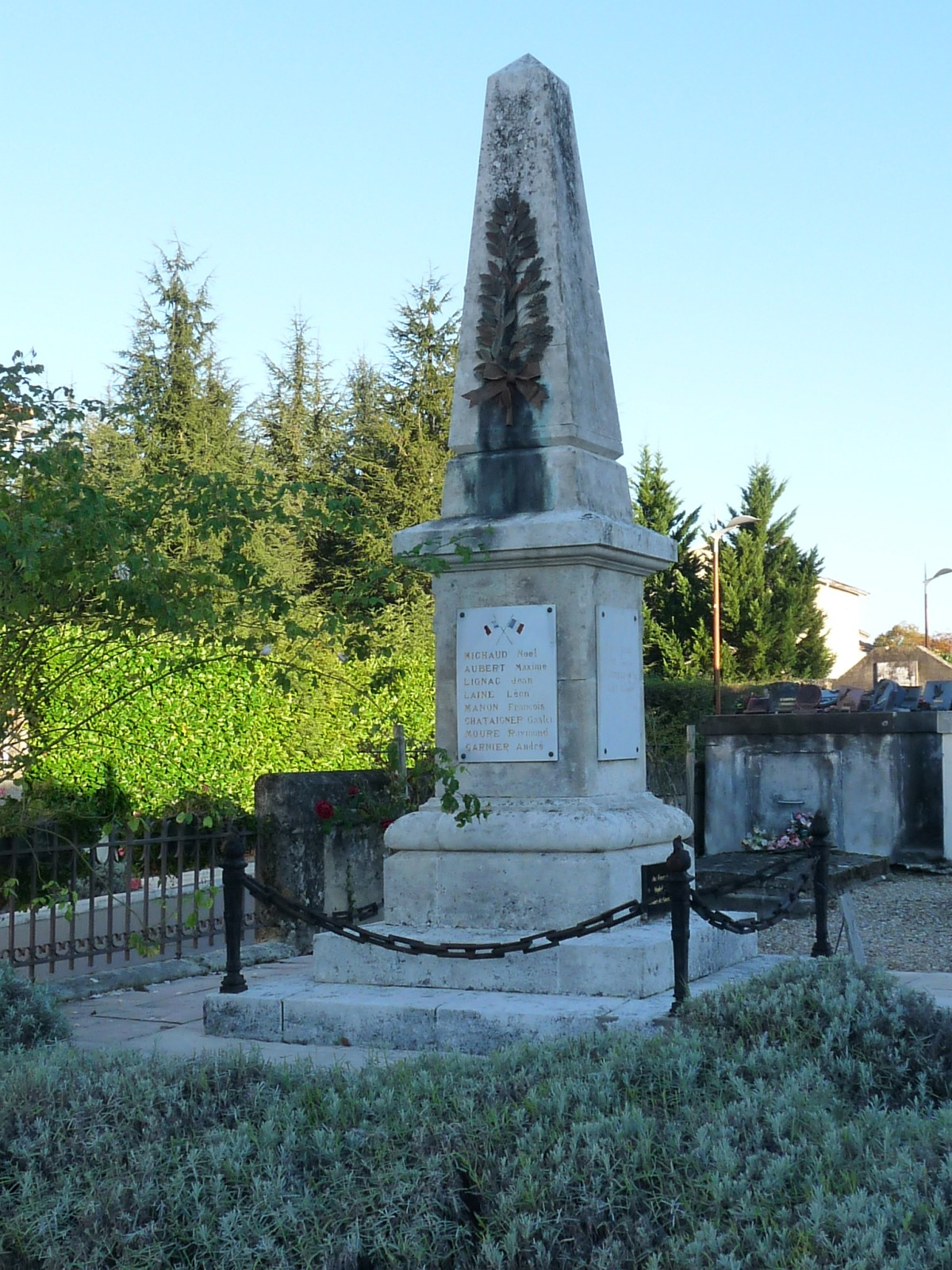
Le monument aux morts

### Héraldique
| Blason de Lapouyade | Blason  | Écartelé de gueules et de sinople, au premier au pin maritime d'or, au deuxième à deux épis tigés, feuillés et empoignés d'or, au troisième au rencontre de bœuf d'or, au quatrième à la grappe de raisin tigée d'or. |
| Blason de Lapouyade | Détails | Officiel, présent sur le site officiel de la commune |